# Gertrud von Hoschek
Gertrud Annemarie von Hoschek (née le 9 mars 1910 à Mayence, morte le 16 août 1998 à Augsbourg) est une enfant actrice allemande.

## Biographie
Elle est la fille de l'inspecteur des assurances Heinrich von Hoschek et sa femme Kamilla Pauline Hirsch. Elle suit des cours particuliers et fréquente une école secondaire pour filles. Elle entre au théâtre en 1914 par l'intermédiaire de son oncle Julius Hirsch, secrétaire général de la Deutscher Bühnenverein. Max Reinhardt se sert de l'enfant de quatre ans comme infante dans une production de Don Carlos. Quatre ans plus tard, la jeune fille fait ses débuts au cinéma.
Jusqu'en 1922, elle est régulièrement choisie comme fille de service, après quoi Gertrud von Hoschek apparaît presque exclusivement au théâtre, où on lui donne souvent des rôles d'adolescente jusqu'au milieu des années 1920. À cette époque, elle travaille dans plusieurs salles berlinoises, dont le Deutsche Theater, la Tribüne, le Theater in der Kommandantenstraße, le Theater des Westens, le Große Schauspielhaus et le Berliner Theater.
Avec le passage au début de l'âge adulte, Gertrud von Hoschek met fin à sa carrière d'actrice.

## Filmographie
- 1918 : Peer Gynt (de)
- 1919 : Die Geächteten (de)
- 1920 : Nirvana (les 6 parties)
- 1920 : Das große Geheimnis
- 1921 : Toteninsel
- 1920 : Das Haus des Schreckens
- 1921 : Die Geschichte von Barak Johnson
- 1921 : Die Geschichte des grauen Hauses, zweiter Teil
- 1922 : Die Fürstin der Ozeanwerft
- 1922 : Boris Godounov
- 1925 : Luxusweibchen